# Ray Bryant Plays Basie And Ellington
Ray Bryant Plays Basie And Ellington – album muzyczny amerykańskiego pianisty jazzowego Raya Bryanta.

## O albumie
Po siedmioletniej przerwie Bryant zdecydował się wejść do Clinton Recording Studio w Nowym Jorku. W dniach od 13 do 16 lutego 1987 zarejestrowano tam nowy materiał, z którego powstały dwie płyty. Pierwszą z nich była Ray Bryant Plays Basie And Ellington, nagrywana w dniach 15 i 16 lutego. Na płytę złożyły się utwory związane z Countem Basie i jego orkiestrą (w tym kompozycja Neala Hefti "Teddy the Toad" oraz "Blues for Basie" autorstwa samego Bryanta) oraz część poświęcona
Duke'owi Ellingtonowi (kompozycje Duke'a i jedna Mercera Ellingtona - "Things Ain't What They Used To Be"). LP ukazał się nakładem wytwórni EmArcy w 1987. Reedycja na CD: Polygram Records 25 października 1990.

## Muzycy
- Ray Bryant - fortepian
- Rufus Reid - kontrabas
- Freddie Waits - perkusja

## Lista utworów
| 1. | "Jive at Five" (Harry "Sweets" Edison, Count Basie) | 4:39  |
|    | |       |
| 2. | "Swingin' the Blues" (Count Basie, Ed Durham) | 4:23  |
|    | |       |
| 3. | "9 :20 Special" (William Engvick, Earle Warren) | 4:09  |
|    | |       |
| 4. | "Teddy the Toad" (Neal Hefti) | 4:04  |
|    | |       |
| 5. | "Blues for Basie" (Ray Bryant) | 4:03  |
|    | |       |
| 6. | "I Let a Song Go Out of My Heart" (Duke Ellington, Irving Mills, Henry Nemo, John Redmond) | 7:58  |
|    | |       |
| 7. | "It Don't Mean a Thing (If It Ain't Got That Swing)" (Duke Ellington, Irving Mills) | 4:07  |
|    | |       |
| 8. | "Medley: | 7:06  |
|    | - "Sophisticated Lady" (Mitchell Parish, Irving Mills, Duke Ellington) - "Prelude to a Kiss" (I. Gordon, Irving Mills, Duke Ellington) - "Mood Indigo" (Irving Mills, Barney Bigard, Duke Ellington) |       |
| 9. | "Things Ain't What They Used to Be" (Mercer Ellington, Ted Persons) | 6:16  |
|    | |       |
|    | | 46:45 |
|    | |       |

## Informacje uzupełniające
- Producent - Kiyoshi Koyama
- Inżynier dźwięku - Tom Lazarus, Rebecca Everett
- Zdjęcia - Christian Steiner, David Tan
- Tekst książeczki/booklet - Ed Berger
- Projekt graficzny - Hideo Ichikawa
- Łączny czas nagrań - 46:45